# Limovce
Limovce so naselje v občini Vransko.